# 滝川拳
滝川 拳（たきがわ けん、旧芸名：滝川 健、1958年6月20日 - ）は、日本の俳優。長野県出身。フェニックス所属。身長180cm、体重70kg。血液型B型。

## 人物
- 以前は悪役商会、その後はウイントアーツに所属していた。
- 「憤激リポート」（日本テレビ『NNNニュースエブリィ』コーナー）で不良高校生らと単身、渡り合った経験から「どんな無法者でも話し合えば互いを理解できるものだ」、を信条としている。
- トランポリンの特技を活かし、『8時だョ! 全員集合』（TBS）のトランポリンのコーナーに出演していた。
- オフィシャルブログに時々顔を出す夫人「ミセスタッキー」は、元ダンサー。

## 出演

### 映画
- 修羅がゆく9 北海道進攻作戦（1999年）- 須貝
- オーズ・電王・オールライダー レッツゴー仮面ライダー（2011年）
- スーパーヒーロー大戦シリーズ
  - 仮面ライダー×スーパー戦隊 スーパーヒーロー大戦（2012年）
  - 仮面ライダー×スーパー戦隊×宇宙刑事 スーパーヒーロー大戦Z（2013年）
  - 平成ライダー対昭和ライダー 仮面ライダー大戦 feat.スーパー戦隊（2014年）
- 実録マフィアンヤクザ 劇場版 PUBLICENEMIES（2012年） - 金融屋
- アイドルスナイパー THE MOVIE（2020年10月3日、K-Network Family） - 鬼丸信一郎[2]

### テレビドラマ
- NHK大河ドラマ 利家とまつ〜加賀百万石物語〜 第1話 第2話（2002年1月6日・13日、NHK）
- 相棒 season5 第10話「名探偵登場」（2006年12月13日、テレビ朝日） - 瀬川修三
- 実録 東京コンフィデンシャル1（2018年3月25日、TOKYO MX2） - コンサルタント会社社長 村井
- 実録 東京コンフィデンシャル2（2018年12月23日、TOKYO MX2） - 芸能プロダクション社長 戸川

### ドキュメンタリー
- 逆転人生（NHK）ドラマパート出演
  - 傷だらけの天才力士〜照ノ富士奇跡の復活劇〜（2021年1月5日） - 観客
  - 〜話題の毛筆フォント親子3代が執念の開発（2021年4月5日） - 警官
  - 常識外れを貫いた風雲児 世界が驚いた糸を開発（2021年5月17日） - 常務
  - 〜夏に涼しさ革命を!ファン付き作業服〜（2021年7月12日） - 店主

### テレビ番組
- NNNニュースエブリィ コーナー「憤激リポート」（日本テレビ）3代目リポーター

### CM
- 富士急ハイランド「ええじゃないか」（2006年）
- ヒト・コミュニケーションズ（2021年） - 社長

### ライブ
- 滝川健と仲間たち（2006年7月22日、東京都内のライブハウス）

### 舞台
- 踊るやくざシリーズ「眠れぬ夜の極道」（2009年）ゲスト出演

### Vシネマ
- 実録マフィアンヤクザ シリーズ（2010年 - 2014年）
  - 実録マフィアンヤクザ UNDERGROUND（2010年） - 社長
  - 実録マフィアンヤクザ II DIRTYCONNECTION（2011年） - 重田エンタープライズ代表取締役 重田健三郎
  - 実録マフィアンヤクザ V MONEYTRAPPING（2013年） - 浦島又一郎
  - 実録マフィアンヤクザ VI UNDERWORLD（2013年） - 加賀美ミネラル社長 加賀美隆雄
  - 実録マフィアンヤクザ IX（2014年） - タカダイチロウ(ヤクザ)
  - 実録マフィアンヤクザ X Show Business（2016年） - 本人役
  - 実録マフィアンヤクザ XI COSMETIC ROYAL（2017年） - 社長(金貸し)
- ハイクラス HIGH CLASS（2010年） - キシダ(婚活パーティーディレクター)
- MR 医薬情報担当者（2010年）
- ピストル楊 シリーズ
  - ピストル楊（2012年） - サム(殺し屋)
  - ピストル楊3 Once Upon A Time（2013年） - 医師
  - ピストル楊4（2016年） - コウ(チャイニーズマフィア)
  - ピストル楊5（2017年） - コウ(チャイニーズマフィア)
- マフィア VS アマゾネス軍団Z（2013年）
- 極道ロミオとミスジュリエット Love Love ラプソディー（2012年） - 鮫島組組長 鮫島ヒロシ
- 新ナース物語（2013年）
- 殺し屋ノエル 悲しみを纏ったスナイパー（2015年）
- 銭湯童貞 風呂屋バイト・ケンちゃんの初体験物語（2015年、東映ビデオ）
- 特命ヘッドハンター理奈（2015年） - ライジングCEO 水谷翔平
- アイドルスナイパー2 ダークリベンジ（2016年）
- 空想特撮怪獣 巨人創造 LEDX -レッドエックス-（2016年）
- 双頭の龍（2017年） - 宇田川組 岩熊組若頭 安藤比呂彦
- エクスタシー・リベンジ -香織- 妖艶美女の甘き罠（2018年、遊山直奇監督）
- 二代目襲名:明日香 絡み合う愛欲と復讐（2018年、遊山直奇監督） - 竜虎会 鴉山健蔵
- アウトレイジ・凛（2020年） - 黒田組組長 黒田喜八
- デリシャスボディガール・瞳 超高級食パンのセクシーディナーを召し上がれ（2021年1月、シネポップ）‐ 西川家の父[3]
- セクシータイム・リバース（2021年4月、竹書房） - ヒットマン
- 極道アパート（2021年6月2日、竹書房）[4]